# Kuno Schramm
Kuno Schramm (ur. 11 maja 1905, zm. ?) – SS-Untersturmführer, członek załóg obozowych Dachau, Gross-Rosen, Lublin, Neuengamme oraz zbrodniarz wojenny.

## Życiorys
Urodził się w Zella w Turyngii, pracował jako magazynier. Członek NSDAP od 1 maja 1933 roku (numer partyjny 2553999). Tego samego dnia wstąpił także do SS (numer ewidencyjny 71688). 1 lipca tego samego roku wstąpił do zawodowej służby w SS i dostał przydział do KL Dachau. W latach 1940–1941 r. pełnił m.in. funkcję rapportführera. Następnie oddelegowany do KL Gross-Rosen, gdzie 14 sierpnia 1941 roku objął funkcję zastępcy kierownika obozu od spraw zatrudnienia więźniów. Odszedł z tego obozu 1 września 1942 roku, następnie przeszedł do placówki kierownika departamentu gospodarczego przy Urzędzie Wyższego Dowódcy SS i Policji Ost w Generalnym Gubernatorstwie. Jednocześnie został zatrudniony na stanowisku zastępcy kierownika wydziału IIIa w KL Lublin. Od 1 kwietnia 1943 do 5 czerwca 1944 roku był funkcjonariuszem Urzędu D II WVHA, jednocześnie piastując posadę zastępcy lagerführera odpowiedzialnego za pracę więźniów w KL Neuengamme. Następnie powrócił do KL Dachau, gdzie do 15 listopada 1944 roku pełnił tę samą funkcję, a w dalszej kolejności został oddelegowany do 18 zapasowego batalionu grenadierów pancernych SS, wchodzącego w skład 18 Ochotniczej Dywizji Grenadierów Pancernych SS Horst Wessel. W pododdziale tym pozostał do 24 listopada 1944 roku, następnie otrzymał przydział do komendantury szkoły strzeleckiej Wehrmachtu w Pölzig.
Nic nie wiadomo o jego powojennych losach. W czasie wojny był odznaczony m.in. Krzyżem Żelaznym II Klasy, Krzyżem Zasługi Wojennej II Klasy z Mieczami, Medalem Pamiątkowym 13 marca 1938 oraz Medalem Pamiątkowym 1 października 1938.